# نیکانوروفکا (استان بلگورود)
نیکانوروفکا (انگلیسی: Nikanorovka, Belgorod Oblast) یک شهرک در بخش گوبکینسکی استان بلگورود کشور روسیه است.